# Ludwig Hempel
Ludwig Hempel (* 21. Juni 1922 in Hamburg; † 22. Juli 2011 in Münster) war ein deutscher Geograph.

## Leben
Hempel studierte Geographie an der Georg-August-Universität Göttingen. 1951 wurde er mit einer Arbeit über die Struktur- und Skulpturformen im Raum zwischen Leine und Harz an der Göttinger Universität promoviert. 1955 habilitierte er sich in Göttingen mit der Schrift Studien über Verwitterung und Formenbildung im Muschelkalkgestein: ein Beitrag zur klimatischen Morphologie.
Er war Professor für Geographie an der Westfälischen Wilhelms-Universität Münster.
Er war seit 1981 Ehrenmitglied der katholischen Studentenverbindung A.V. Cheruscia zu Münster im CV.

## Schriften
- Struktur- und Skulpturformen im Raum zwischen Leine und Harz. Geographisches Inst. d. Univ. Göttingen, 1951.
- Beiträge zur Physiogeographie. Geographische Kommission Münster/Westf. 1962.
- Studien über fossile und rezente Verwitterungsvorgänge im Kalkgestein sowie über die Bedeutung von Gesteinsporositäten und -farbe auf der Insel Fuerteventura (Islas Canarias). Westdeutscher Verlag, Opladen 1981, ISBN 3-531-03047-7.
- Jungquartäre Formungsprozesse in Südgriechenland und auf Kreta.  Westdeutscher Verlag, Opladen 1982, ISBN 3-531-03114-7.
- Geographische Beiträge zur Landeskunde Griechenlands. Schöningh, Paderborn 1984, ISBN 3-506-73218-8.
- Beiträge zur "Energetischen Geomorphologie" in Trockengebieten. Schöningh, Paderborn 1980, ISBN 3-506-73209-9, zusammen mit H. Brettschneider.
- Forschungen zur physischen Geographie der Insel Kreta im Quartär : ein Beitrag zur Geoökologie des Mittelmeerraumes. Vandenhoeck und Ruprecht, Göttingen 1991, ISBN 3-525-82119-0.
- Natürliche Höhenstufen und Siedelplätze in griechischen Hochgebirgen. Lienau, Münster 1992, ISBN 3-9801245-7-6.
- Kalte und warme Regionalwinde über dem östlichen Mittelmeer und der Ägäis zwischen Griechenland und Nordafrika. Lienau, Münster 1998, ISBN 3-9803396-5-3.